# IX arrondissement di Marsiglia
Il IX arrondissement di Marsiglia (in francese 9e arrondissement de Marseille) è uno dei sedici arrondissement in cui è suddivisa la città francese.
Situato nel sud-est del territorio comunale marsigliese, confina a nord con il X arrondissement e l'XI arrondissement, ad est con il XIII arrondissement, ad est con i comuni di Aubagne e Cassis, sud con il mar Mediterraneo e ad ovest con il VIII arrondissement.
È suddiviso in nove quartieri ufficiali: Les Baumettes, Le Cabot, Carpiagne, La Panouse, Le Redon, Mazargues, Sainte-Marguerite, Sormiou e Vaufrèges.